# 吴应箕殉难处
吴应箕殉难处，亦稱吴应箕先生殉难处，是中華人民共和國安徽省池州市貴池區的一處文物保護單位。位於涓橋鎮聯合村石灰衝。

## 歷史
弘光元年十月十七日（1645年12月3日），吴应箕因起義失敗被清軍處決於池州城南門外之石灰冲，併將其頭顱送回池州城。
道光二十九年已酉孟秋月（1849年8月），当地施姓讀書人在此立碑曰：“吳应箕先生殉难处”，碑高1.18米，宽0.37米，厚0.20米。碑文阴刻楷书，花岗岩质。

## 保護
1988年11月，列为貴池市级文物保护单位。2020年3月4日，被列為池州市第五批文物保護單位。